# 瘰癧
瘰癧（るいれき）は、頸部リンパ節の慢性腫脹で、結核性であるもの。結核菌が顎の下部・側頸部・鎖骨上窩などのリンパ節に侵入して結節を形成し、次第に乾酪壊死を起こし、化膿して瘻孔を作るもの。結核性頸部リンパ節炎、頸腺結核。
脚注
1. ↑  新村出 編『広辞苑』（第六版）岩波書店、2008年1月11日、2975頁。